# عثمان محرم
عثمان محرم باشا (22 يناير 1881 - نوفمبر 1958) شيخ المهندسين في مصر. شغل منصب وزير الأشغال العمومية في أربعة عشر وزارة قبل ثورة 1952. وكان من الأعضاء البارزين في حزب الوفد تعددت انجازاته الحكوميه وتعدتها إلى الانجازات العامه، يرجع اليه الفضل في نشأة المؤسستين الهندسيتين المهنيتين فهو من أسس نقابة المهندسين وجمعية المهندسين المصرية.